# Isabella d'Ibelin
Isabella av Ibelin, född 1241, död 2 juni 1324, var drottning av Cypern och titulärdrottning av Jerusalem, gift med kung Hugo III av Cypern, titulärkung av Jerusalem.

## Biografi
Hon var dotter till Guy d'Ibelin, marskalk av Cypern, och Philippa Berlais. Vigseln ägde rum år 1255. 
Hon blev drottning av Cypern 1255, då maken efterträdde sin farbror, och titulärdrottning av Jerusalem året därpå. Hon fick elva barn under äktenskapet. 